# メソポタミア

メソポタミアの位置

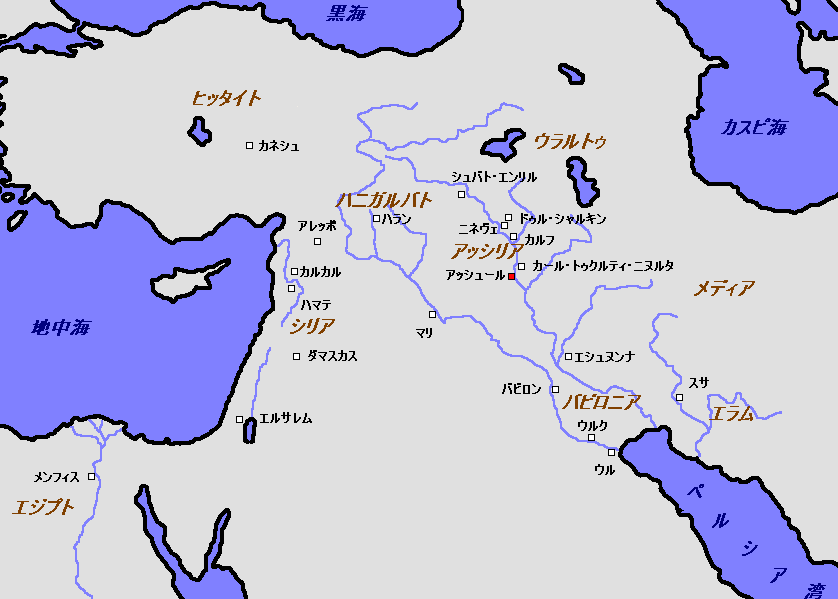
メソポタミアに関連した地域の位置関係

メソポタミア（ギリシャ語: Μεσοποταμία、ラテン文字転写: Mesopotamia、ギリシャ語で「複数の河の間」）は、チグリス川とユーフラテス川の間の沖積平野である。概ね現在のイラク、シリア東部およびイラン南西部にあたる。
世界最古の文明が発祥した地であり、メソポタミアに生まれた文明を古代メソポタミア文明と呼ぶ。文明初期の中心となったのは民族系統が不明のシュメール人である。シュメールの後も、アッカド、バビロニア、アッシリアなどに代表される国々が挫折を繰り返した。やがて周辺勢力の伸張とともに独立勢力としてのメソポタミアの地位は低下していき、紀元前4世紀、アレクサンドロス3世（大王）の遠征によってヘレニズムの世界の一部となった。
メソポタミアには、西のユーフラテス川と東のティグリス川という2つの大河川が南北に流れており、とくに下流域には２つの大河によって堆積した栄養豊富土壌が広がっている。地形は平坦で高低差が少ないため河道が変遷しやすく、河口近くでは広大な湿地帯が広がっている。また両大河はメソポタミア南端でペルシャ湾に注いでいるが、非常に低平であるため海面変動の影響を受けやすく、海水面の上昇がピークに達した紀元前3500年頃（いわゆる縄文海進）にはペルシャ湾の湾頭は200km以上も西進した。植生としては気候が乾燥しているために森林が存在せず、また地質的には沖積平野であるために岩石のほぼ存在しない泥の平原となっていて、金属資源は存在しない。
降水量は非常に少なく、メソポタミアのほぼ中央にあるバグダッドの降水量は年間140mmにすぎない。このため、南部メソポタミアでは灌漑なしで農業を行うことはできない。降水量は南から北に向かうにつれて多くなり、北部メソポタミアでは年間200mmを超えるため、天水農業が可能となる。このため人類が居住し農耕を発達させたのは当初は北メソポタミアであり、南メソポタミアへの入植は遅れた。ただし南メソポタミアの土壌は非常に肥沃であり、灌漑を行えば両大河の水や洪水を農耕に利用することもできたため、いったん入植が開始されると豊富な収穫によって南メソポタミアが文明の揺籃の地となった。
ティグリス川はユーフラテス川に対して河況係数が大きく、源流山地からの距離が短くて勾配が急であるため、洪水を起こしやすい暴れ川であった。それに対しユーフラテス川はやや山地からの距離が長く勾配が緩やかで、ティグリス川よりも高地を流れていたため、シュメールの諸都市の多くはユーフラテス河畔かその近辺に位置していた。ただしどちらの河川も氾濫は頻繁に起き、とくに晩秋に起きる洪水はシュメール時代の農耕にはなくてはならないものだったが、エジプトのナイル川のような穏やかな洪水ではなく、激しい洪水ですべてを押し流されることも珍しくはなかった。こうした自然環境から大洪水の神話が生まれ、旧約聖書創世記のノアの方舟の話にも影響を与えたと考えられている。メソポタミアは地形が平坦な上2本の大河が流れる交通の要衝であり、さまざまな民族が流入し活発な交易が行われてきた。
古代文明時代には、地域的に現在のバグダッド付近を境にして、北部がアッシリア、南部がバビロニアとされ、バビロニアのうち北部バビロニアがアッカド、下流地域の南部バビロニアがシュメールとさらに分けられていた。文明揺籃の地は最南部の下流域であるシュメールであり、ここから上流の北部に向かって文明が広がっていった。

## 特徴

西アジアの金属資源地

### 暦
暦は太陰太陽暦を用いたが、太陰太陽暦では1年が約11日短くなることが紀元前3000年紀にはすでに知られていたため、調整のため適宜閏月が挿入されていた。シュメール時代の暦は各都市によって異なっており、新年のはじまりも春分が多かったものの、夏至や秋分を起点とする都市も存在した。その後、バビロン第一王朝時代にはバビロニアで暦が統一され、のちに周辺地域にも広まった。六十進法もメソポタミアで生まれたものであり、現在の時間の単位に用いられている。一週間を七日（七曜）にしたのもシュメール時代である。暦と共に占星術（天文学の雛形）も発達し、「カルデア人の智恵」と呼ばれた。

### 言語

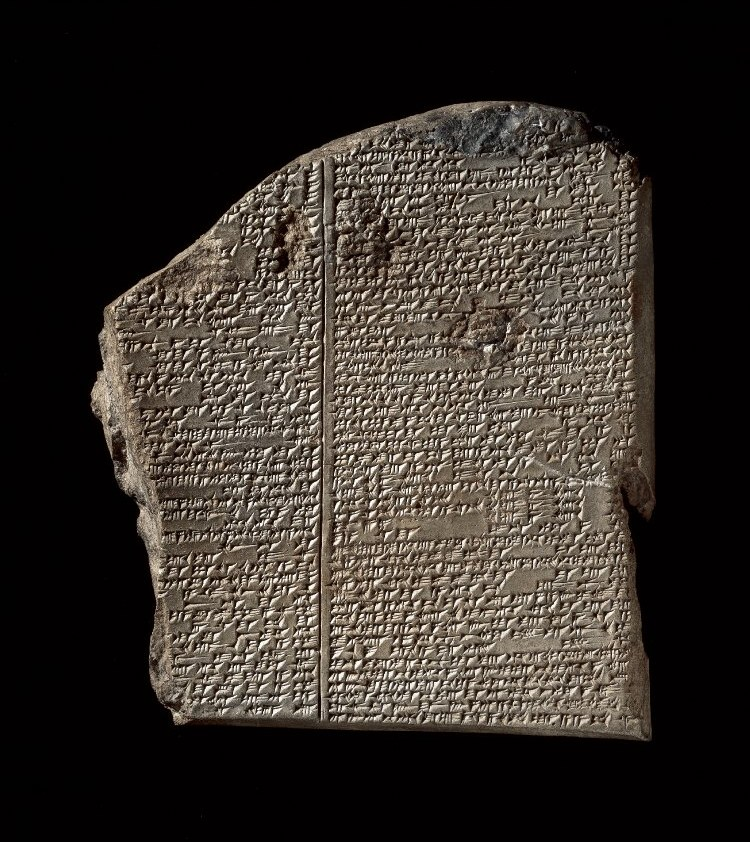
楔形文字でギルガメシュ叙事詩の一部が刻まれた粘土板。アッカド語

紀元前8000年紀から西アジア一帯で簿記のためのしるしとして使われていたトークンと呼ばれる道具が印章へと変化し、さらにその印を手で書いて絵文字化することで、紀元前3200年頃にウルク市において最古の文字とされるウルク古拙文字が誕生した。この文字は象形文字・表語文字であったが、紀元前2500年頃にはこれを発展させた楔形文字が誕生した。楔形文字は周辺諸民族にも表音文字として借用され、紀元後1世紀頃まで西アジア諸国のさまざまな言語を表すのに利用された。記録媒体は粘土板が用いられた。楔形文字によって書かれたものとしてはハンムラビ法典がよく知られている。
初期メソポタミアでは、南部のシュメール人たちは言語系統不明のシュメール語を、北部のアッカド人たちはセム語族のアッカド語を使用していた。シュメール語はウル第三王朝期までは日常語として使用されていたものの、アッカド語や新たに侵入したアモリ人の言語の中に埋没し、イシン・ラルサ時代には口語としては死語となっていた。ただし法律言語や典礼言語としてはその後もシュメール語は使用され続け、新バビロニア時代まではその使用が確認されている。アッカド語はその後も広く使用され、さらにオリエント諸国における外交用語として用いられ、エジプト第18王朝の外交文書（アマルナ文書）に、その言葉で書き記されたものが残っている。各都市には学校が設立され、文書を扱うための書記が養成されたが、識字能力は彼らの特殊技能であり、一般市民のほとんどは文字の読み書きができなかった。これは王侯貴族においても同様であり、稀に識字能力を持った王が現れた場合、その王の記録にはそのことが高らかに謳われることがあった。

### 経済
メソポタミアの土地は肥沃であり、経済の基盤は農業に置かれていた。降水量が少ないため天水農耕は不可能であり、このためメソポタミアへの入植は灌漑技術の獲得後のこととなったが、その豊かな収穫は多くの人口の扶養を可能とし、文明を成立させる基礎となった。灌漑用水の確保のために運河やため池が整備され、家畜による犂耕や条播器による播種が行われた。主穀は大麦で、その反収は高く、紀元前24世紀頃の大麦の収量倍率は約76倍と推定されている。ただし農地に多量の塩分が含まれていたため塩に弱い小麦の栽培はできず、さらに時代を下るにつれて土地の塩化が進行したため大麦の反収も減少していった。大麦は主食となるほか、この地域で大変好まれたビールの原料ともなった。農作物としてはナツメヤシも重要で、食糧・甘味料・酒造原料・救荒作物・保存食など食用としての用途の他、樹木の少ないメソポタミアにおいて建材などにも使用された。菜園ではタマネギなどの野菜が栽培されたほか、家畜としては羊やヤギ、牛やブタなどが飼育され、また魚も広く食用とされた。
メソポタミアには資源が非常に少なく、金属資源や木材・石材といった基本的な資源さえ不足していたため、周辺地域との交易によって資源を確保することは不可欠であった。貿易の交易範囲は広大で、エジプト文明やインダス文明とも交易を行っている。交通の大動脈はチグリス・ユーフラテスの両河であり、また河口からペルシャ湾を通ってディルムン（現在のバーレーン）などにも交易船を送り込んでいる。貨幣としては古代を通じて銀が基本であり、初期王朝時代から秤量貨幣として使用されたが、他に銅などの金属も貨幣として使用されることがあり、物々交換も盛んに行われた。シュメールやバビロニアでは食物を始めとする必需品を貯蔵して宮殿や都市の門において分配し、バザールで手工業品の販売を行なった。タムカルムと呼ばれる身分型の交易者が存在し、仲買人、代理人、競売人、保管人、銀行家、仲裁人、旅商人、奴隷取締官、徴税吏などを担当した。また、ハンムラビ法典には、損害賠償、負債取り消し、報酬、等価概念についての記述がある。

### 都市

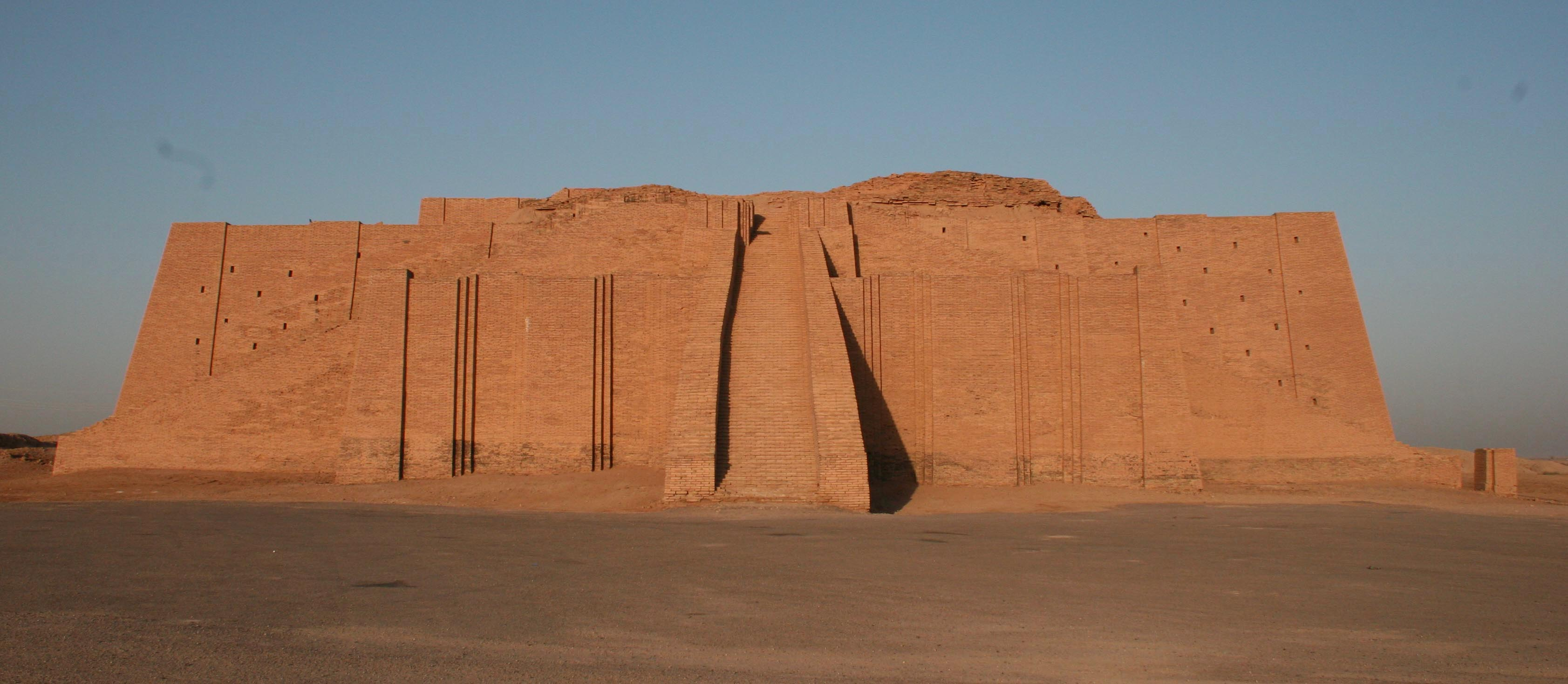
ウルのジッグラト（ウル第三王朝）

メソポタミアにおける都市の発達は非常に古く、エリドゥのようにウバイド期から集住がはじまった集落さえある。紀元前3500年ごろからのウルク期に入ると集住はさらに進み、紀元前3300年頃にはウルクが完全に都市としての実体を備えるに至った。その後都市は周辺各地に成立し、紀元前2900年頃からは各地に都市国家が分立して抗争を繰り返すようになった。この時期にはシュメール人の大部分が都市に居住しており、彼らは都市に住むことを文明人のあかしと見なしていた。
これらの都市には環濠が張り巡らされ、日干しレンガによる高い城壁で他都市からの防御をおこなっていた。また都市の中心には神殿が建設され、基本的に移転することはなく都市の建設から消滅まで同じ位置に存在していた。神殿は基壇上に建てられており、その都市のランドマークとして機能していた。さらにウル第三王朝期に入ると、基壇は多層化して巨大化し、上に神殿を載せたジッグラトと呼ばれる聖塔となった。
このころの有力都市としては、北からキシュ、ニップル、シュルッパク、ウンマ、ラガシュ、ウルク、ウルなどが挙げられる。このうちニップル市がシュメールの北限にあたり、キシュ市はアッカド地方に属していた。やがてウル第三王朝が滅亡すると中部のイシン市と南部のラルサ市が強大となるが、北のアッカド地方ではバビロン市が、北メソポタミアではアッシュール市が、西方ではマリ市が強大となった。紀元前18世紀に入るとバビロンを首都とするバビロン第1王朝が強大化し、ハンムラビ王の下でメソポタミアを統一した。以後、バビロンはメソポタミアを代表する都市となり、メソポタミア南部地域そのものがバビロニアと呼ばれるようになった。その繁栄はセレウコス朝の建国まで続いた。
セレウコス朝期に入るとバビロンの北にセレウキア市が建設され、バビロンに代わるメソポタミアの中心としてヘレニズム期の大都市となった。パルティア期に入るとセレウキアの対岸にクテシフォン市が建設され、パルティア及びサーサーン朝の首都が置かれた。正統カリフ時代に入ると中部のクーファが重要性を増していき、第4代カリフのアリー時代には一時首都が置かれ、またアッバース朝建国時にも再度首都が置かれたものの、762年にはマンスールによってティグリス河畔に新都バグダードが造営され、以後ここがメソポタミアの中心都市となった。

### 技術
メソポタミアに集落が発達し始めた時期は金石併用時代にあたり、銅と銀の利用は知られていた。すでにウバイド期の遺跡において、銅器や銅の工房が多く発見されている。やがて錫と銅の合金である青銅が発明され、メソポタミアは青銅器時代へと移行する。その時期には諸説あるが、おおよそ紀元前3000年から2500年頃の初期王朝時代であろうと考えられている。鉄器の利用が一般化したのはずっと遅れ、紀元前1190年頃にヒッタイトが滅亡して鋼の製造法が周辺諸国に伝わってからのこととなる。
交通手段としては、すでにウバイド期には船が河川交通に用いられて、水上交通が主力となっていた。紀元前3500年頃になると家畜化されたロバが出現し、またほぼ同時に車輪の実用化がなされて、荷車を利用する陸上交通もはじまった。

### 文化
都市国家が成立し社会が複雑化していく中で、もめ事を仲裁し規範とするための法が成立していった。現存する最古の法典であるウル・ナンム法典は、ウル第三王朝を建国したウル・ナンム王によって紀元前2100年頃に制定された。その後各王朝によってこうした法典が制定されるようになり、紀元前1930年頃にはイシン第1王朝の第5代王リピト・イシュタルによってリピト・イシュタル法典が、紀元前1780年頃にはエシュヌンナ市においてエシュヌンナ法典が制定され、そして紀元前1750年までにはメソポタミアの法典の中で最も名高いハンムラビ法典が制定された。
楔形文字ではさまざまな神話や物語も編まれるようになり、なかでもウルクの伝説的な王であるギルガメシュの物語であるギルガメシュ叙事詩はシュメールのみならず周辺諸民族にも翻訳され伝えられた。
ギルガメッシュ叙事詩の文字の傍らには、音楽に関する記号や指示が見られれる。このことから、弦楽器リラの調弦法・音階理論も整備され音楽が芸能として扱われていたことが示される。しかし音楽を示す語が存在したかは不明。

## メソポタミアの歴史

### 先史時代
北部メソポタミアでは、後期新石器時代に入ると紀元前6000年から紀元前5500年ごろのハッスーナ期、紀元前5600年ごろから紀元前5000年ごろにかけてのサーマッラー期、そして紀元前5500年ごろから紀元前4300年ごろにかけてのハラフ期の、3つの文化が栄えていた。

### シュメール文明
天水農業が可能な周辺地域と異なり、乾燥した南部メソポタミアへの人類の定着は遅れ、紀元前5500年頃に始まるウバイド期に入って初めて農耕が開始された。この時期にはエリドゥをはじめとしていくつかの大規模な定住地が誕生し、やがて町となっていった。
紀元前3500年頃にはウルク期がはじまり、メソポタミア最南部にシュメール人によるいくつかの都市が誕生した。エリドゥ、ウル、ウルクなどがこの時期に成立した都市であり、ウルク期の名も代表的な都市であるウルク市に由来するものである。紀元前3100年頃にはジェムデット・ナスル期がはじまり、都市はバビロニア全土に広がった。
紀元前2900年頃には初期王朝時代となり、ウル、ウルク、ラガシュなどの多数の都市国家が成立して絶え間ない抗争が続いた。紀元前24世紀に入ると統合の動きが強まり、ウンマの王だったルガルザゲシが周辺諸都市を征服し、ウルク市に本拠を移して「国土の王」を名乗り、シュメールを統一した。しかし紀元前2350年頃、北のアッカド王サルゴンがルガルザゲシを打倒し、アッカド・シュメール両地域の最初の統一王朝であるアッカド帝国を建国した。この王朝は150年ほど続き、第4代のナラム・シン王の下で周囲に進出して大きく国土を広げたものの、次の第5代シャル・カリ・シャッリ王の時代に東方から進出したグティ人などの侵攻によってアッカド帝国は衰退し、100年ほどの混乱期に入った。この時期各都市は再び独立し割拠したが、やがて紀元前2100年頃、シュメール人によるウル第三王朝がウル・ナンムによって建てられ、メソポタミアを再統一した。ウル第三王朝は2代シュルギ王の時代に最盛期を迎えたもののその後衰退し、100年ほどで滅亡した。

### バビロニア
セム人系のアムル人が西方から進出し、紀元前2004年にウル第三王朝が滅亡すると、南メソポタミアではアムル人系の王朝が多く立てられるようになった。この時期には中部のイシン第一王朝が強大となりウル第三王朝の後継者を自任したものの、やがて南部のラルサも強大となり、この2強国を中心にいくつかの都市国家が分立する情勢となった。イシン・ラルサ時代である。同じくアムル人系であるバビロンを都とする古バビロニア王国（バビロン第1王朝）もこの頃建国された。さらに、このころには北メソポタミアでアッシリアが勃興した。
紀元前18世紀に入ると統合の動きが強まり、まず紀元前1794年にはイシンがラルサによって滅ぼされたものの、やがてバビロン第1王朝が第6代のハンムラビ王の元で強大となり、30年間にわたる戦争の後、紀元前1759年にメソポタミアを統一した。ハンムラビ法典（ハムラビ法典。「目には目を、歯には歯を」の復讐法が有名）は彼によって作られた。ハンムラビの死後バビロン第1王朝は少しずつ衰退していき、また北のアッシリアはミタンニ王国の支配下に入った。 紀元前1595年頃、現在のトルコにあったヒッタイトにより古バビロニア帝国は滅ぼされる。
その後、紀元前1500年頃にはバビロニアでカッシート人が統一王朝を築き、その北では紀元前1340年にミタンニが滅亡するとアッシリアが一時中興した。この時期のオリエントはエジプトやヒッタイト、アッシリア、バビロニアといった大国が併存していたが、紀元前1200年頃に前1200年のカタストロフが起き、オリエント一帯が動乱期に突入した。紀元前1155年にはカッシート朝が滅亡し、イシン第二王朝が一時勃興したものの、その滅亡後バビロニアは長い混乱期に入った。またアッシリアの勢力もこの時期に一時縮小した。

### アッシリア

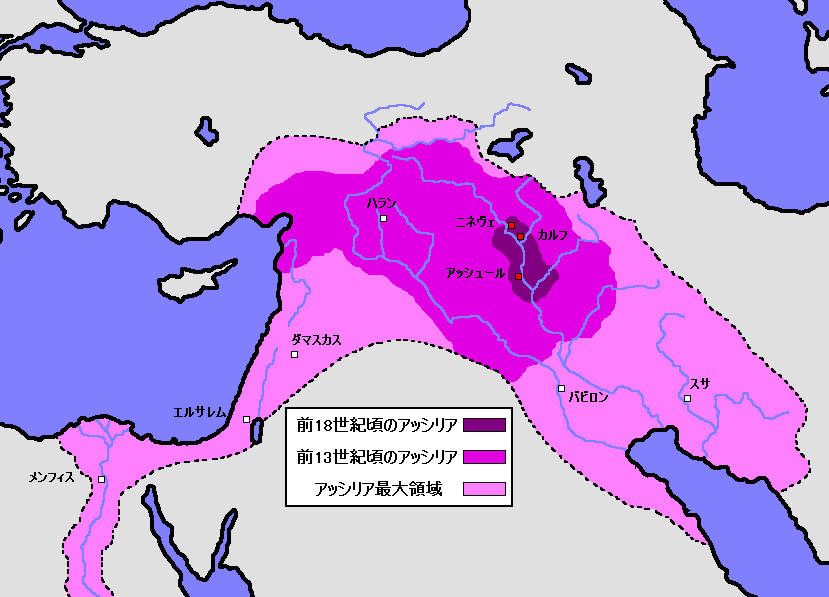
アッシリアの勢力範囲

紀元前9世紀、馬や戦車、鉄器を使用し、残虐行為によって恐れられたアッシリアが勢力を広げる。アッシリアの拡張はその後も続き、紀元前745年即位したティグラト・ピレセル3世の時代にアッシリア帝国はメソポタミア全域とシリア、パレスチナを支配した。紀元前722年にはアッシリア帝国によりイスラエル王国（分裂後の北王国）が滅ぼされた。紀元前671年、アッシリアのエサルハドン王の侵攻によりエジプトが支配され、アッシリア帝国はオリエント地域全体を支配する大帝国になった。次代のアッシュールバニパル王の時期にアッシリア帝国は最盛期を迎えるものの、治世後半期から急速に衰退していく。
各地で地方勢力が独立し、紀元前625年にはナボポラッサルによってバビロンに新バビロニアが建国される。紀元前612年、新バビロニアとメディアの反撃により、アッシリア帝国の首都ニネヴェが陥落して破壊される。紀元前609年にはアッシリア帝国が完全に滅亡し、オリエントはイラン高原のメディア、メソポタミアの新バビロニア、小アジアのリュディア、エジプト第26王朝の4帝国時代を迎える。

### 新バビロニア
新バビロニアは第2代ネブカドネザル2世の次代に最盛期を迎えた。ネブカドネザル2世は首都バビロンの再建を積極的に行う一方、シリアやパレスチナ方面へと進出し、紀元前597年にはユダヤ人のユダ王国（南王国）の首都エルサレムを占領して、同国の王族は捕えられてバビロンに送られる。「バビロン捕囚」である。紀元前586年にはユダ王国が再び反乱を起こしたが再度バビロニアに鎮圧され、残る人々も捕囚の身となって新バビロニアのニップル付近に強制移住させられた。

### ペルシャ
紀元前539年、アケメネス朝ペルシアのキュロス2世が新バビロニアを滅ぼし、メソポタミアを含むオリエント全域を領土とする大帝国を築き上げた。アケメネス朝の支配は200年ほど続いたが、紀元前331年にマケドニア王国のアレクサンドロス3世がバビロンに入城し、ペルシアの支配は終わった。

### アレクサンドロスの征服以降

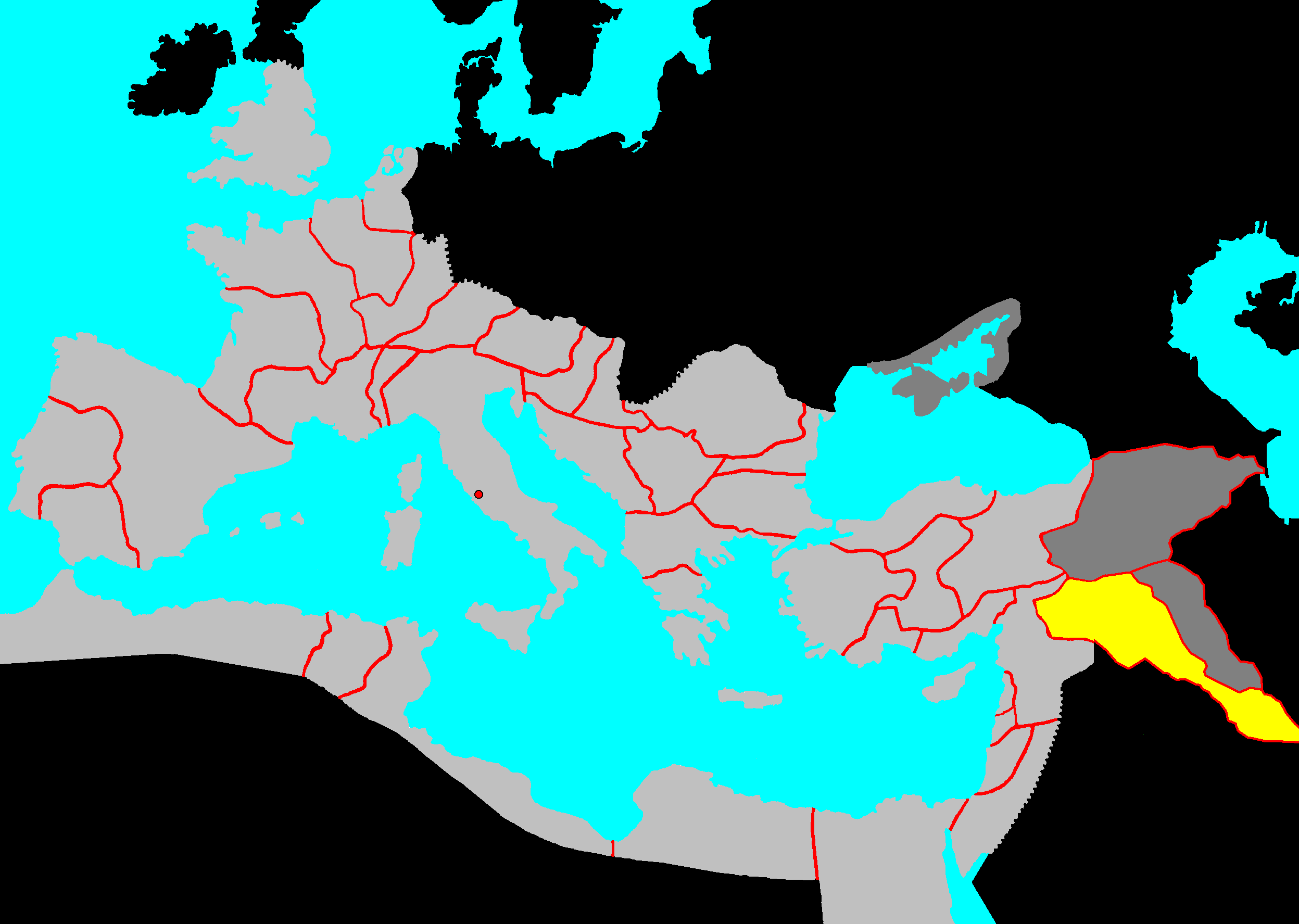
メソポタミア属州

紀元前323年にアレクサンドロス3世が死去すると彼の帝国はほどなくして瓦解し、メソポタミアはディアドコイ国家のひとつであるセレウコス朝によって支配されることとなった。紀元前141年にはペルシア高原から侵攻してきたパルティアがこの地を占領した。116年、トラヤヌスが率いるローマ帝国軍は、パルティアを破ってメソポタミアを占領するが、翌年トラヤヌスが死去（117年）すると、後継皇帝ハドリアヌスは翌118年にメソポタミアから撤退し、再びパルティア領となった。しかしその後もローマはしばしばパルティアへと侵攻を続け、メソポタミアは基本的にはパルティアに属しながらもたびたび支配勢力が変化した。パルティアが滅亡し、230年にメソポタミアがサーサーン朝の領土となると、メソポタミア中部に首都クテシフォンを置いて繁栄した。
636年、イスラム帝国がクテシフォンに入城し、以後ウマイヤ朝、アッバース朝、モンゴル帝国、イルハン朝、オスマン帝国などの諸帝国の支配を受け、1920年にはイギリス委任統治領メソポタミアが成立し、1932年にイラクが独立するとその領土となった。

## メソポタミアの神々
多神教であったが、時代の支配民族によって、最高神は変わっていった。
- アンシャル - 天国の父
- アヌ - 最も高い天国の神
- アプスー - 神々と地下世界の海の支配者
- アシュル - アッシリアの国神
- ダムキナ - 地球の母なる女神
- エア - 知恵の神
- エンリル - 天候と嵐の神
- エヌルタ - 戦争の神
- ハダド - 天候の神
- イシュタル - 愛と豊穣を司る女神
- キングー - ティアマトの夫
- キシャル - 地を司る女神（アンシャルの妻にして妹）
- マルドゥク - バビロニア人の国神
- ムンム - 霧の神
- ナブー -  書記の守護神
- ニンツ - 全ての神々の母
- シャマシュ - 太陽と正義の神
- スィン - 月の神
- ティアマト - 原初の女神
- ラフム　アプスーとティアマトの子。ラハムの夫。アンシャルとキシャルの父。
- ラハム　アプスーとティアマトの娘。ラフムの妻。アンシャルとキシャルの母。

## 遺跡
古代メソポタミア時代から存続している都市は存在しないものの、メソポタミアには当時の遺跡がいくつか現存している。そのうち、アッシュール（カラット・シェルカット）は2003年に、バビロンは2019年にユネスコの世界遺産に文化遺産として登録された。また、ウル、ウルク、エリドゥの3都市遺跡は、周辺の湿地帯とともに南イラクのアフワール：生物の避難所と古代メソポタミア都市景観の残影として2016年に世界遺産（複合遺産）に登録された。
多くの遺跡で発掘が行われているものの、ほとんどの遺跡はイラク国内に存在するため、1990年の湾岸戦争から2003年のイラク戦争へと続く政治的混乱により遺跡の発掘はほとんどの場所で停止し、また戦災や略奪などで多くの遺跡が破損したうえ、適切な管理が行われず放置された遺跡も多く存在した。その後、2010年代に入ると情勢の安定したイラク南部において発掘が再開されることも多くなり、2015年にはウルの発掘が再開された。一方、北部で活動するISILはイスラム教以前の遺跡の完全破壊を目標に掲げており、2015年にはアッシリアの遺跡であるニムルド遺跡が破壊され、また出土品の密売や略奪も積極的に行われていた。
テル・アスマルの宝庫